# Haïm Kern
Pour les articles homonymes, voir Kern.
Haïm Kern, né le 4 décembre 1930 à Leipzig, en Allemagne, et mort le 5 mars 2024 à Paris, est un dessinateur, peintre, graveur et sculpteur français d'origine allemande.

## Biographie

### Jeunesse et formation
Haïm Kern naît le 4 décembre 1930 à Leipzig en Allemagne.
La famille d'Haïm Kern fuit le régime nazi dès 1933 et se réfugie alors en France. De 1953 à 1958, Haïm Kern est élève à l'École nationale supérieure des beaux-arts de Paris.

### Historique d'une œuvre volée
En 1988, le ministère de la Culture et de la Communication décide de commander à cinq artistes, Christine Canetti, Alain Fleischer, Ernest Pignon-Ernest, Michel Quinéjure et Haïm Kern, une œuvre pour commémorer le 80e anniversaire de l’Armistice du 11 novembre 1918.

Haïm Kern est choisi pour la réalisation de l'œuvre qui reste une des plus connues qu'il ait réalisées, elle se nomme « Ils n'ont pas choisi leur sépulture », une sculpture monumentale en bronze de 4 mètres de haut, érigée sur le plateau de Californie à Craonne en 1998. Cette commande publique célèbre le 80e anniversaire de l’armistice de 1918. La sculpture rend hommage à tous les soldats anonymes de la guerre, pris dans les mailles de l'Histoire. En 1998, Haïm Kern évoque la sculpture en disant : 

« Que cette sculpture soit physiquement proche de ces hommes afin que, relevés dans les mailles de l’Histoire, ils reviennent vers nous de la terre à la lumière »

C'est Lionel Jospin, le Premier ministre de l'époque, qui inaugure le monument le 5 novembre 1998. Dans son discours, Lionel Jospin a souhaité que les soldats fusillés pour l'exemple, « épuisés par des attaques condamnées à l’avance, glissant dans une boue trempée de sang, plongés dans un désespoir sans fond », qui « refusèrent d’être des sacrifiés », victimes « d’une discipline dont la rigueur n’avait d’égale que la dureté des combats, réintègrent aujourd’hui, pleinement, notre mémoire collective nationale.».
Le nom de Craonne a été popularisé par La Chanson de Craonne qui reste associée aux mutins de la Première Guerre mondiale, cette popularité n'est pas sans rapport avec l'absence jusqu'en 1998 de célébration nationale dans cette commune pourtant située au cœur de la bataille du Chemin des Dames.

#### Vol de l'œuvre
Le 12 août 2014, vers 17 h, un touriste qui cherchait la statue signale la disparition de la sculpture à la gendarmerie. Le vol de Ils n'ont pas choisi leur sépulture est constaté, seul son socle restant sur le site. Les voleurs sont parvenus à emporter 1,6 tonne de bronze, sans être inquiétés.

Haïm Kern déclare : 

« Je croyais faire une œuvre pérenne et qui devait être ressentie par tout le monde avec respect pour le symbole quelle représente. Je ne pensais pas qu’on attaquait les monuments aux morts »

#### Résurrection de l’œuvre
Le 16 avril 2017, la réplique autographe d'Ils n'ont pas choisi leur sépulture, à nouveau réalisée par la fonderie de La Plaine, l'artisan de la première fonte en 1998, est inaugurée par le président de la république François Hollande. Elle est désormais installée sur la terrasse de la caverne du Dragon, à quelques kilomètres de son emplacement précédent.
Sur le plateau de Californie, le site ne demeure pas vide. Haïm Kern a proposé une « trace », un bloc de béton dans lequel ont été ancrés des fragments de l’œuvre originale retrouvés après le vol de 2014. Les voleurs sont retrouvés et condamnés,.

### Expositions
En 2010, Haïm Kern fait don de son fonds d’atelier au conseil général de l'Aisne. En avril 2012, une exposition d’une partie de ce fonds est inaugurée en sa présence à la Caverne du Dragon, Musée du Chemin des Dames.
En 2020, il collabore avec l'artiste peintre Maïlys Seydoux-Dumas pour la réalisation d'une exposition au château de Varengeville-sur-Mer, il accompagne par ses poèmes les créations de la peintre.

### Mort
Il meurt le 5 mars 2024 à Paris, à l'âge de 93 ans. Incinéré, ses cendres reposent dans l'ancien cimetière de Craonne (Aisne).

## Principales œuvres
- Le Bonnet de police (1944)
- Une Ha ! Attaque de cœur (1970)
- Au diable l'amour (1972)
- L'Haleine du peintre (1976), pour l'ouvrage collectif Bonjour Max Ernst
- série de 4 lithographies pour l'ouvrage Damiens (1978)
- La Corde à sotter (1978 et vers 2000-2001)
- Les Larmes (1978-1980)
- Hommage à Monte-Cristo (1981)
- L'Oreille orientale (1981-1999)
- La Teste (1985)
- Hommage à François Mauriac (1985-1988), Paris (place Alphonse-Deville)
- Claire-Obscure (1987-1989)
- Nom de Dieu (vers 1988)
- Liberté-Égalité-Fraternité (1989)
- Le Sac (vers 1990)
- Le Nuage (1991)
- L'Homme libre (début des années 1990)
- Liberté (1993)
- Ils n'ont pas choisi leur sépulture, Plateau de Californie, (1998) puis terrasse de la caverne du Dragon (2017)
- Vivre (vers 1999-2001)
- Les Chemins de Pitchipoï (vers 2000)
- Le Convoi (vers 2001)
- Réfléchissez (vers 2001)
- 24 heures en Poméranie (2011)[11]

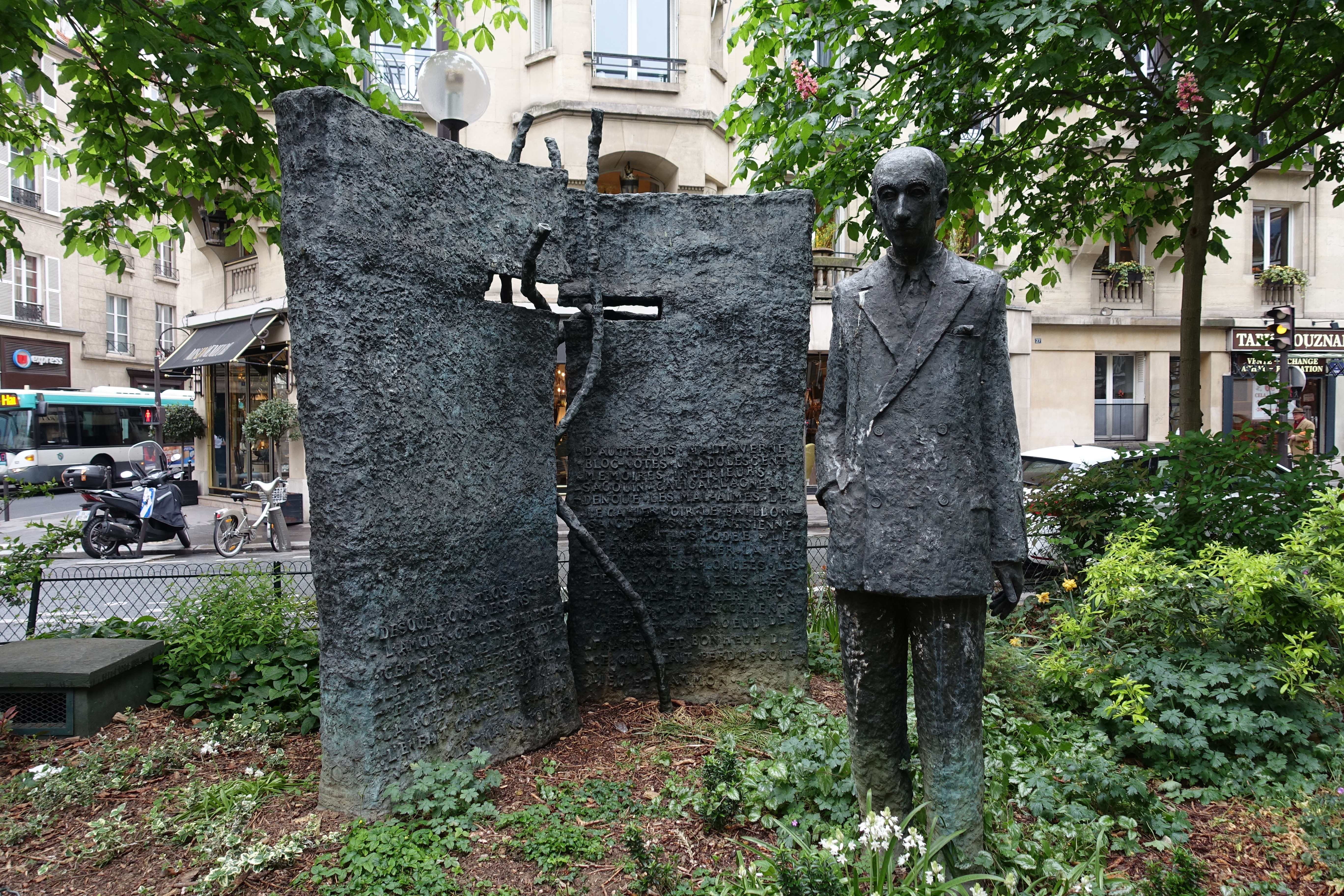
Monument François Mauriac
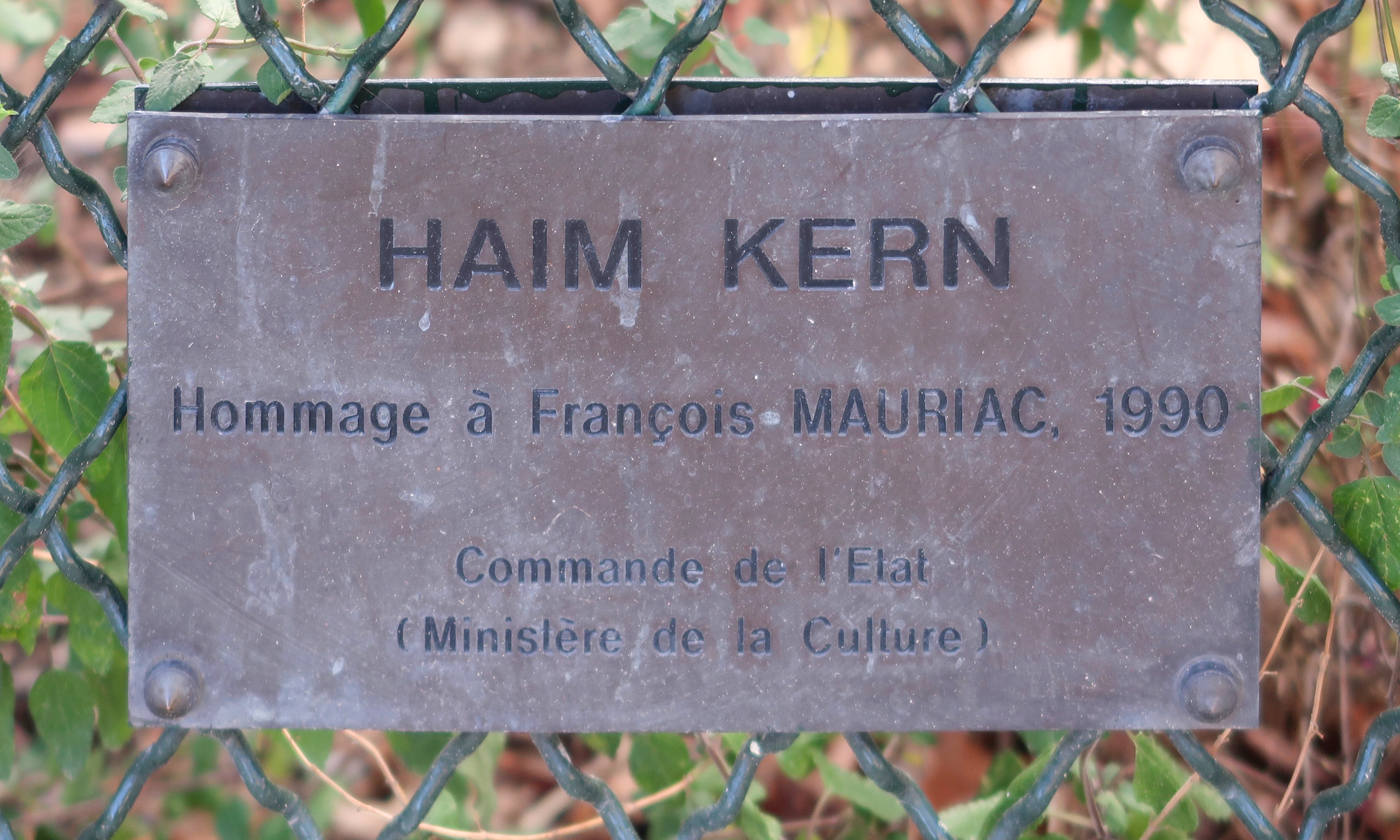
Plaque monument à François Mauriac.

## Expositions
- Les vies inaccomplies, Chapelle Saint-Jean, Saumur (2001)
- Le convoi no 8, Gare d’Angers Saint-Laud, (2002)
- Du Néant Renaître, Conseil régional de Lorraine, Metz, (2005[8])

## Publication
- Haïm Kern, Haïm Kern, Cohen&Cohen, 2021 (ISBN 978-2-36749-077-9).